# Будь собою!
«Будь собою!» (англ. Be Yourself!) — американський комедійний мюзикл режисера Торнтона Фріланда 1930 року.

## Сюжет
Етнічна комедія конферансьє нічного клубу, що пробує тренувати боксера.

## У ролях
- Фанні Брайс — Фанні Філд
- Роберт Армстронг — Джеррі Мур
- Гаррі Грін — Гаррі Філд
- Дж. Пет Коллінз — Макклоскі
- Гертруда Естор — Ліліан
- Бадд Файн — Степ
- Марджорі Кейн — Лола
- Ріта Флінн — Джесіка
- Ванесса Лі Честер  - груба дівчинка